# Muzeum Misiów w Zakopanem
Muzeum Misiów "Misioland" w Zakopanem – prywatne muzeum położone w Zakopanem, zawierające kolekcję pluszowych misiów, które działało od 2013 roku.
Placówka powstała w 2013 roku. Muzeum zajmowało trzy sale i posiadało kolekcję około 700 zabawek. Wśród eksponatów można było zobaczyć m.in. egzemplarze kolekcjonerskie, sceny rodzajowe z udziałem misiów, ceramikę zdobioną postaciami, postacie misiów ludzkich rozmiarów w strojach podhalańskich oraz historię powstania misia.
Muzeum było obiektem całorocznym, czynnym codziennie. Wstęp był płatny.